# Mas-des-Cours
Mas-des-Cours là một xã của Pháp, nằm ở tỉnh Aude trong vùng Occitanie. Người dân địa phương trong tiếng Pháp gọi là Mascoursais.
Các xã giáp ranh:Fajac-en-Val, Villefloure et Greffeil.

## Hành chính
| Danh sách các xã trưởng                |                  |               |      |         |
| Giai đoạn                              | Giai đoạn        | Tên           | Đảng | Tư cách |
| tháng 3 năm 2008                       | tháng 3 năm 2014 | Manuel Ibanez |      |         |
| tháng 3 năm 2001                       | tháng 3 năm 2008 | Manuel Ibanez |      |         |
| Tất cả các dữ liệu trước đây không rõ. |                  |               |      |         |

## Thông tin nhân khẩu
| Năm    | 1962 | 1968 | 1975 | 1982 | 1990 | 1999 | 2005 |
| ------ | ---- | ---- | ---- | ---- | ---- | ---- | ---- |
| Dân số | 4    | 17   | 19   | 13   | 15   | 17   | 15   |